# Benjaminia horstmanni
Benjaminia horstmanni là một loài tò vò trong họ Ichneumonidae.